# Savannah (Schiff, 1938)
Die USS Savannah (Kennung: CL-42) war ein Leichter Kreuzer der United States Navy, der im Zweiten Weltkrieg zum Einsatz kam. Das Schiff gehörte der aus insgesamt sieben Einheiten bestehenden Brooklyn-Klasse an und wurde als drittes Schiff dieser Klasse in Dienst gestellt. Benannt war der Kreuzer nach der im US-Bundesstaat Georgia liegenden Stadt Savannah. Er war das vierte Schiff in der Geschichte der United States Navy, das auf diesen Namen getauft wurde. Die Savannah wurde am 31. Mai 1934 auf der Werft der New York Shipbuilding Association in Camden (US-Bundesstaat New Jersey) auf Kiel gelegt und lief am 8. Mai 1937 von Stapel. Die Endausrüstung fand bei der Philadelphia Naval Shipyard statt, wo der Kreuzer am 10. März 1938 auch in Dienst gestellt wurde. Erster Kommandant des Schiffes war Captain Robert C. Griffin.

## Technik, Modifikationen und Besonderheiten
Nach ihren bei Salerno erlittenen Beschädigungen erfuhr die Savannah im Rahmen der notwendigen Reparaturen mehrere Umbauten, so erhielt der Kreuzer (als erstes Schiff seiner Klasse) Torpedowulste, die den Schiffskörper auf beiden Seiten um 1,17 m verbreiterten, so dass die Gesamtbreite ab September 1944 21,16 m betrug. Zudem wurden die einzeln aufgestellten 12,7-cm-Geschütze Mark 11 L/25 durch acht 12,7-cm-Geschütze Mark 12 L/38 in vier Zwillingsturmschilden ersetzt, wobei je zwei dieser Doppeltürme auf beiden Schiffsseiten standen. Die leichte Flugabwehr, die zeitweilig aus zwölf 2,8-cm-Schnellfeuerkanonen Mark 1 und acht 12,7-mm-Maschinengewehren bestanden hatte (1942), wurde ausgewechselt und durch 28 4,0-cm-Flak und 20 2,0-cm-Flak ersetzt. Die umfangreichen Nachrüstungen hatten zur Folge, dass die Zahl der Besatzungsangehörigen (im Friedenszustand befanden sich etwa 870 Mann an Bord) Ende 1944 auf 1.363 Seeleute und Kanoniere anwuchs. Diese Zahl ist auch im nebenstehenden Informationsblock angegeben.

## Einsätze in der Vorkriegszeit
Nach der Indienstnahme wurde der Kreuzer zwischen April und Juli 1938 zunächst Testfahrten vor Kuba, Haiti und vor der Ostküste der Vereinigten Staaten unterzogen. Im September 1938 verlegte die Savannah von Philadelphia nach Portsmouth, um im Falle eines Kriegsausbruchs in Europa, der im Zusammenhang mit der sogenannten Sudetenkrise befürchtet wurde, amerikanische Staatsangehörige schützen oder evakuieren zu können. Nach der Beilegung der Krise im Rahmen des Münchner Abkommens kehrte der Kreuzer Mitte Oktober 1938 wieder in die Vereinigten Staaten zurück.
Nach Wintermanövern in der Karibik verlegte die Savannah, mittlerweile zum 8. Kreuzergeschwader der US-Pazifikflotte detachiert, im Frühsommer 1939 von der Marinebasis Norfolk nach San Diego in Kalifornien, wobei am 1. Juni der Panamakanal passiert wurde.

## Einsätze im Zweiten Weltkrieg
Bei Kriegsausbruch in Europa im September 1939 lag die Savannah in Long Beach. Im Frühjahr 1940 nach Pearl Harbor beordert, verblieb der Kreuzer bis Mai 1941 bei der amerikanischen Pazifikflotte, wobei mit Captain Andrew Carl Bennett im August 1940 ein neuer Kommandant an Bord gekommen war. Anfang Juni 1941 verlegte die Savannah erneut durch den Panamakanal und wurde bis September 1941 im Atlantik im Rahmen der amerikanischen Neutralitätspatrouillen eingesetzt. Unter anderem operierte die Savannah hierbei zeitweise gemeinsam mit dem Flugzeugträger Wasp, dem Leichten Kreuzer Philadelphia und mehreren Zerstörern zwischen Trinidad, den Bermudas und Neufundland. Dabei beteiligte sich der Kreuzer im August 1941, als Teil der US-Task Group (TG) 2.6, an der erfolglosen Suche nach einem vermutlich irrtümlich südöstlich von Halifax gemeldeten deutschen Schweren Kreuzer der Admiral-Hipper-Klasse. Es ist unklar, um welches Schiff es sich hierbei gehandelt haben könnte; auch eine Falschmeldung könnte die Ursache für die Suche gewesen sein, da sich keiner der zu dieser Zeit einsatzbereiten deutschen Kreuzer dieser Klasse in jener Region aufhielt.
Zum Zeitpunkt des japanischen Angriffs auf Pearl Harbor im Dezember 1941 und dem nachfolgenden Eintritt der Vereinigten Staaten in den Zweiten Weltkrieg lag die Savannah in New York. Die folgenden sechs Monate verbrachte der Kreuzer zumeist in der Karibik und überwachte dort, gemeinsam mit dem Flugzeugträger Ranger und drei Zerstörern, die in Guadeloupe und Martinique liegenden vichy-französischen Seestreitkräfte.

### 1942: Operation Torch
Nachdem im Juni 1942 mit Captain Leon S. Fiske ein neuer Kapitän an Bord gekommen war, wurde die Savannah, nach einer Grundüberholung bei der Boston Naval Shipyard, ab August 1942 in die anlaufenden Vorbereitungen für die alliierte Invasion in Nordafrika eingebunden und absolvierte Manöver in der Chesapeake Bay. Am 24. Oktober 1942 verließ die Savannah, die gemeinsam mit dem Schlachtschiff Texas, den beiden Geleitträgern Chenango und Sangamon sowie neun Zerstörern die Task Group 34.8 (Northern Attack Group) bildete, die Marinebasis Norfolk und nahm Kurs auf Französisch-Marokko. Der Landungsverband der Northern Attack Group bestand aus acht großen Transportern mit rund 9.000 Soldaten sowie 65 Panzern an Bord.
Am Morgen des 8. November 1942 begann die Anlandung der Truppen im Rahmen der Operation Goalpost (einer Teiloperation des Unternehmens Torch) nahe Mehedia-Port Lyautey. Die Savannah leistete hierbei Feuerunterstützung und zerstörte mit Volltreffern zwei französische 13,86-cm-Geschütze, die nahe der Kasbah von Port Lyautey positioniert waren. Zudem warfen die Bordflugzeuge des Kreuzers Bomben auf die aus der Stadt hinaus führenden Straßen und auf Truppenansammlungen. Dabei wurden auch Wasserbomben abgeworfen, deren Zünder man so modifiziert hatte, dass sie beim Aufprall und nicht bei einem bestimmten Wasserdruck detonierten. Nach dem Ende der Kämpfe und einem am 11. November ausgehandelten Waffenstillstand wurde die Savannah am 15. November wieder nach den Vereinigten Staaten zurückbeordert und dort in Norfolk einer vier Wochen dauernden Überholung unterzogen.

### 1942/1943: Suche nach deutschen Blockadebrechern im Südatlantik
Ende 1942 verlegte die Savannah nach Recife und nahm von dort aus, gemeinsam und in überlappendem Einsatz mit dem Geleitträger Santee und mehreren Zerstörern, für drei Monate Patrouillendienste im Südatlantik auf (South Atlantic Patrol), wobei vor allem die Suche nach aus Asien kommenden deutschen Blockadebrechern im Zentrum der Aktivitäten stand. Während dieser Zeit kam im Februar 1943 mit Captain Robert W. Carey ein neuer Kommandant an Bord.

Im Rahmen der Patrouillenfahrten im Südatlantik gelang der Savannah, zusammen mit dem Zerstörer Eberle, am 10. März 1943 westnordwestlich von St. Helena die Aufbringung des aus Singapur kommenden deutschen Blockadebrechers Karin (7.322 BRT). Die Crew des Frachters versenkte die Karin jedoch mit Sprengladungen selbst, noch ehe sie gekapert werden konnte. Die explodierenden Sprengsätze töteten dabei versehentlich auch acht amerikanische Seeleute eines vom Zerstörer Eberle kurz zuvor abgesetzten und nur Minuten vor den Explosionen in einem Boot längsseits zur Karin gekommenen Prisenkommandos. Die 72 Mann starke Besatzung des deutschen Schiffes wurde später vollständig von der Savannah gerettet. Ende März 1943 von der South Atlantic Patrol abgezogen, erfolgte, nach einer knapp vier Wochen dauernden Grundüberholung bei der New York Naval Shipyard, im Mai 1943 die Verlegung der Savannah ins Mittelmeer. 

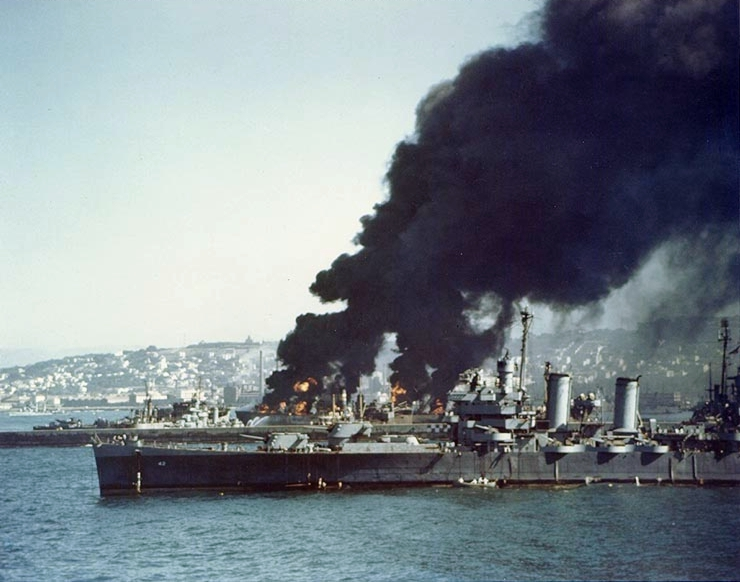
Die Savannah (im Vordergrund) im Hafen von Algier im Sommer 1943. Im Hintergrund sind Öllager nach einem deutschen Luftangriff in Brand geraten.

### Juli 1943: Operation Husky
Im Juli 1943 gehörte die Savannah zur amerikanischen Task Force (TF) 81 (Konteradmiral John L. Hall) und leistete Feuerunterstützung gegen Landziele im Rahmen der alliierten Landung auf Sizilien. Dabei beschoss der Kreuzer am 10. Juli mit Erfolg deutsche und italienische Stellungen um Gela. Allerdings wurden an diesem Tag auch drei der vier Bordflugzeuge der Savannah, die zur Beobachtung des Artilleriefeuers aufgestiegen waren, von deutschen Bf 109-Jägern abgeschossen. Zwischen dem 11. und dem 13. Juli folgten weitere Beschießungsmissionen, unter anderem gegen Ziele nahe Butera, wobei mehrere italienische Artilleriebatterien zerstört werden konnten. Bis Anfang August 1943 leistete die Savannah im Kontext der alliierten Sizilien-Operation immer wieder sporadisch Feuerunterstützung, letztmals im Gebiet um Palermo am 4./5. August 1943, wo der Kreuzer Luftsicherung gab.

### September 1943: Gleitbombentreffer vor Salerno
Ab dem 9. September 1943 wurde die Savannah, erneut als Teil der Task Force 81, als Beschießungs- und Sicherungsschiff bei der alliierten Landung in der Bucht von Salerno eingesetzt. Alleine am ersten Invasionstag führte der Kreuzer neun Beschießungsmissionen durch und konnte dabei ein deutsches Eisenbahngeschütz im Hinterland zerstören. Am 11. September erfolgten jedoch starke deutsche Luftangriffe auf die Landungsflotte. Dabei setzte die deutsche Luftwaffe unter anderem Kampfflugzeuge des Typs Dornier Do 217 K-2 ein, welche mit neuartigen FX-1400-Gleitbomben ausgerüstet waren.
Am Morgen des 11. September griff eine einzelne Do 217 des Kampfgeschwaders 100 die rund zwei Seemeilen von der Küste entfernt liegende Savannah mit einer FX-1400 an. Sie wich dem Feuer der Flak aus und traf um 9.44 Uhr die Decke des Hauptartillerieturms C (direkt vor der Kommandobrücke). Die 1560-Kilogramm-Bombe durchschlug die Turmdecke sowie drei darunter liegende Decks und explodierte tief im Schiffsinneren, nahe der Munitionskammer. Die Folgen waren verheerend: Die Wucht der Explosion riss den Rumpf auf der Backbordseite und nahe dem Kiel auf, ließ das Bordstromnetz zusammenbrechen und löschte sämtliche Kesselfeuer, so dass der Kreuzer nach wenigen Minuten bewegungsunfähig im Wasser lag. Durch die Löcher im Rumpf drang rasch Wasser ein und flutete den Rumpf auf einer Länge von 46 m, was aber Glück im Unglück bedeutete, da die von Bränden bedrohten Munitionsräume so rasch geflutet wurden. Die gesamte Besatzung des zerstörten Turms C sowie rund 120 Seeleute in den angrenzenden Räumen kamen bei dem Angriff ums Leben. Insgesamt forderte der Bombentreffer 197 Tote und 15 Verwundete. Während in der Decke von Turm C nur ein kreisrundes Loch von etwa 80 cm Durchmesser zu sehen war, waren die Verwüstungen im Inneren furchtbar. Ein amerikanischer Bildtext vom November 1943, welcher den auf einem offiziellen Foto der US-Marine festgehaltenen Schaden an der Turmdecke kommentierte, lautete: A round, clean hole marks the point of entry of a Nazi bomb on the cruiser Savannah. Inside, all was chaos, smoke, blood, and death. Die Schäden im Inneren waren so umfangreich, dass vier Seeleute, die in einer wasserdichten Abteilung eingeschlossen waren, erst nach 60 Stunden befreit werden konnten.

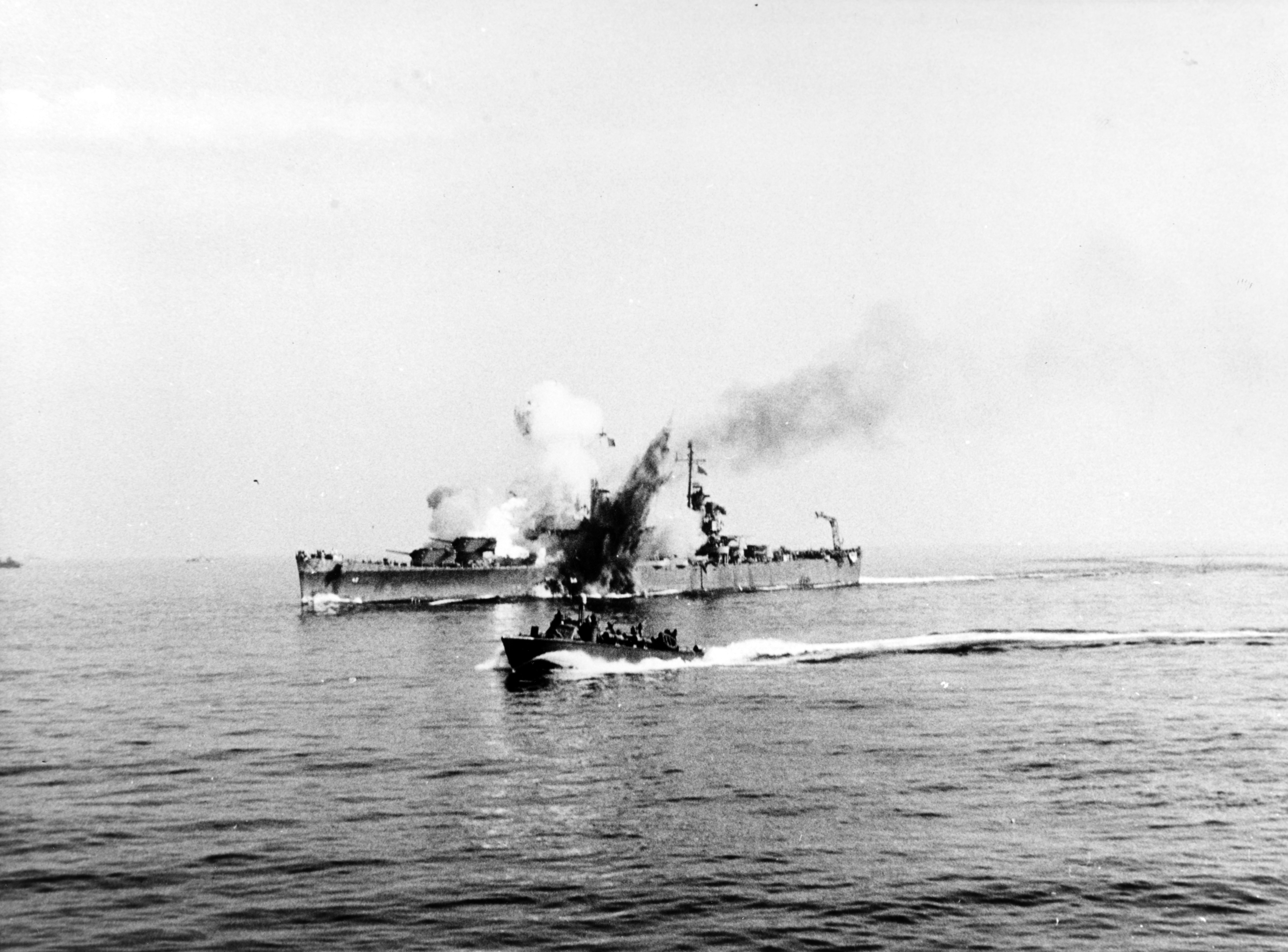
11. September 1943, 9.44 Uhr: Eine FX-1400-Gleitbombe trifft die Savannah. Deutlich ist erkennbar, wie sich die Wucht der Explosion ihren Weg durch die Backbordseite des Kreuzers bahnt.

Nach etwa acht Stunden hatten die Feuerbekämpfungs- und Lecksicherungstrupps, die von zwei Schleppern und zwei Zerstörern unterstützt wurden, die Brände eingedämmt und die Wassereinbrüche unter Kontrolle. Um 17.57 Uhr konnte sich die Savannah wieder mit eigener Kraft bewegen und nahm, von den beiden Schleppern begleitet, Kurs auf Malta, wo sie knapp 30 Stunden später eintraf.

### 1944/45: Einsatz als Schul- und Transportschiff
Der Bombentreffer vor Salerno beendete den Kriegseinsatz der Savannah. Nach einer bis Dezember 1943 dauernden Notreparatur in Malta und einer darauf folgenden Verlegung des Schiffes in die Vereinigten Staaten, wo die endgültige Wiederinstandsetzung bei der Philadelphia Naval Shipyard erfolgte, wurde der Kreuzer erst im September 1944 wieder in Dienst genommen und danach als Schulschiff vor der amerikanischen Ostküste eingesetzt.
Im Januar 1945 transportierte die Savannah zeitweilig den amerikanischen Präsidenten Franklin D. Roosevelt während dessen Reise zur Konferenz von Jalta. Nach Ende des Zweiten Weltkrieges wurde der Kreuzer im November 1945 zudem in die Truppenrückführungsmission Operation Magic Carpet eingebunden, wobei das Schiff unter anderem zwischen dem 20. und dem 28. November rund 1.400 US-Soldaten von Le Havre nach den Vereinigten Staaten überführte. Im Dezember 1945 wurden auf einer weiteren Fahrt nochmals rund 900 amerikanische Soldaten aus Europa zurückgeführt.

## Verbleib
Während mehrere ihrer Schwesterschiffe nach dem Zweiten Weltkrieg an ausländische Marinen verkauft wurden, konnte dies bei der Savannah infolge der bei Salerno erlittenen Schäden (obgleich diese behoben worden waren) nicht realisiert werden. Infolgedessen wurde der Kreuzer schließlich am 3. Februar 1947 auf der Philadelphia Naval Shipyard außer Dienst gestellt und in die Reserve versetzt. Für rund zwölf Jahre verblieb die Savannah in der Reserve, ehe sie am 1. März 1959 aus dem Schiffsregister gestrichen wurde. Am 25. Januar 1966 an Bethlehem Steel verkauft, wurde die Savannah ab Februar 1966 abgewrackt.

## Auszeichnungen
Für ihre Einsätze im Zweiten Weltkrieg wurde die Savannah mit drei Battle Stars ausgezeichnet.